# Генріх фон Бьокефьорде
Генріх фон Бьокефьорде (*Heinrich von Böckenförde, д/н — 1437) — 35-й магістр Лівонського ордену в 1435—1437 роках.

## Життєпис
Походив з вестфальського шляхетського роду Бьокефьорде, що були васалами Кельнського архієпископства. Син Деґенгарда фон Бьокеіьорде та Віббеке. Народився у містечку Негайміст. Дата народження невідома, але вже 1419 року стає членом Лівонського ордену. 1426 року призначено фогтом Нарви (до 1428 року).
1430 року стає комтуром Ашерадена, а 1432 року — Ревеля. 1433 року претендував на посаду магістра Лівонського ордену, проте партія «рейнців» була сильніша за партію «вестфальців», яка підтримувала Бьокефьорде.
1434 року Генріха фон Бьокефьорде призначено ландмаршалом Лівонського ордену. Брав участь у Нішавській війні проти Польщі. 1435 року після загибелі магістра Франка фон Кірскорфа очолив Лівонський орден (затверджено на посаді великим магістром Тевтонського ордену Паулем фон Русдорфом у 1436 році). Уже в жовтні того ж року жмуди в межах подальших військових дій сплюндрували частину Курляндського єпископства, знищивши замок Дурбен.
Після завершення війни з Польщею значні зусилля доклав до збереження внутрішнього миру. Для цього налагодив мирні стосунки з ризьким архієпископом Геннінгом Шарпенбергом, оскільки той спирався на Вітовта, великого князя Литовського, якого було визнано імперським протектором Ризького архієпископства. Вже в грудні 1435 року домовлено про 6-річний мир між архієпископством і Орденом. Тоді ж став одним з підписантів Бжесць-куявського мирного договору між Польщею і Тевтонським орденом. Водночас Генріх фон Бьокефьорде на кордоні з Литвою відновлював зруйновані фортеці та замки, облаштовував нові укріплення.